# Kewin
Kewin – imię pochodzenia celtyckiego, powstałe od imienia Caoimhín (st. irl. Coemgen), oznaczającego „ładny, przystojny”. 
Imię trafiło do Polski z języka angielskiego (Kevin) pod koniec lat 70. XX wieku. Nie zostało ujęte w żadnym wydaniu książki Skarbczyk imion Donata Chruścickiego w latach 80. XX wieku. 
W marcu 2001 roku Kewin zajmował 497. pozycję na liście frekwencyjnej imion z 1216 nadaniami. W tym czasie forma anglojęzyczna Kevin została nadana w Polsce 915 razy. Popularność imienia wzrosła w XXI wieku. W 2005 roku nadano je 280 razy. W styczniu 2025 r. w rejestrze PESEL, wśród publicznie dostępnych danych dotyczących osób żyjących, wykazano 3251 mężczyzn o imieniu Kewin nadanym jako imię pierwsze, 5691 mężczyzn o imieniu w formie Kevin nadanym jako imię pierwsze oraz kilkadziesiąt przypadków mężczyzn dwojga imion, z których pierwszym członem był Kevin, a drugim inne imię, głównie w formie hiszpańskojęzycznej. Rejestr PESEL przechowuje informacje o 4 kobietach o imieniu Kevin.
Kewin imieniny obchodzi 3 czerwca, jako wspomnienie św. Kewina, opata.